# Instituto Raúl Porras Barrenechea
O Instituto Raúl Porras Barrenechea da Universidade Nacional Maior de São Marcos (IRPB-UNMSM) foi fundado em 1964 pela Universidade de São Marcos em homenagem ao ilustre professor, historiador e diplomata peruano Raúl Porras Barrenechea. O instituto atua como um Centro de Altos Estudos e pesquisas peruanas, para desenvolver e promover a investigação relacionada principalmente às áreas de ciências humanas, artes e ciências sociais. O instituto oferece aos pesquisadores e ao público em geral uma biblioteca especializada nas áreas mencionadas.
O instituto também é responsável pela Casa-Museu Raúl Porras Barrenechea, um edifício declarado "Monumento Histórico e Artístico" e "Patrimônio Cultural do Peru" em 1980. O instituto conserva e exibe permanentemente as obras de arte, o mobiliário, pinturas, esculturas, fotografias e memórias pessoais de Porras Barrenechea; o "Arquivo Porras"; e o museu de escritores peruanos. Está localizado no distrito de Miraflores e é vizinho da Casa-Museu Ricardo Palma, o que lhe permite desenvolver plenamente o propósito para o qual foi fundado, sendo um dos centros da atividade cultural no país. A casa-museu é também o ponto final e mais importante da Caminhada Literária "Mario Vargas Llosa", um dos vencedores do concurso internacional Walking Visionaires Awards organizado pela Walk21Vienna em 2015.
O prédio do atual instituto tem sido há décadas um dos principais centros intelectuais de Lima, tanto durante a vida e depois da morte do professor Porras Barrenechea. Entre os intelectuais peruanos que tiveram uma relação significativa com la casa de Porras Barrenechea estão: Mario Vargas Llosa, Pablo Macera, Carlos Araníbar, Luis Jaime Cisneros, Hugo Neira, Jorge Basadre, Raúl Ferrero Rebagliati, Félix Álvarez Brun, Jorge Puccinelli, Carlos Alzamora, Miguel Maticorena, René Hooper, Antonio Garrido Aranda, Emilio Vásquez, Luis Loayza, María Rostworowski, e Waldemar Espinoza.